# سامسونج جالكسي سبيكا
سامسونج غالاكسي سبيكا (بالإنجليزية: Samsung Galaxy Spica)‏ هو هاتف ذكي من سامسونج يعمل بنظام أندرويد، تم طرحه في الأسواق في 2009.

## الخصائص
- نظام التشغيل: أندرويد 2
- الوزن: 124 غرام
- المعالج: 800 ميجا هرتز
- الذاكرة: 256 ميجابايت
- التخزين: 512 ميجابايت